# Escuela Militar de Intervención
La Escuela Militar de Intervención (EMI) es un centro docente integrado en la Academia Central de la Defensa (Madrid) que imparte los estudios de formación de los futuros oficiales del Cuerpo Militar de Intervención y los cursos de perfeccionamiento de los miembros de dicho Cuerpo. 
Esta escuela fue creada el 13 de abril de 1985 en virtud de la Ley 9/1985, de unificación de los Cuerpos de Intervención Militar, de Intervención de la Armada y de Intervención del Aire. Asumió la instrucción de los interventores militares españoles al producirse la unificación de los cuerpos de intervención del Ejército de Tierra, de la Armada y del Ejército del Aire. Desde el año 2015 está integrada en la Academia Central de la Defensa.
La EMI es responsable de la formación y perfeccionamiento que permiten al personal del Cuerpo Militar de Intervención de la Defensa el desarrollo de las funciones que tiene legalmente atribuidas por la Ley 39/2007, de 19 de noviembre, de la Carrera Militar. Entre estas funciones destacan el control de la gestión económico-financiera, el ejercicio de la notaría militar y el asesoramiento económico-fiscal en el seno de las Fuerzas Armadas de España. Este centro también está abierto a otros componentes de las Fuerzas Armadas y de la Guardia Civil.
La Escuela Militar de Intervención depende directamente del General Director de la Academia Central de la Defensa.
Los cadetes y Alféreces alumnos del Cuerpo Militar de Intervención mantienen como tradición, durante su paso por las academias, vestir la prenda de cabeza, en concreto el buque o gorro de pico verde musgo, ladeado o caído hacia el lado derecho, lo que les distingue del resto de cadetes y alféreces de los Cuerpos Comunes.